# 川崎市立川崎中学校
川崎市立川崎中学校（かわさきしりつ かわさきちゅうがっこう）は、神奈川県川崎市川崎区にある公立中学校。

## 概要
1954年（昭和29年）に創設した。在籍生徒数391名（2021年4月15日現在）。

## 沿革
- 1954年（昭和29年）4月1日 - 川崎市立富士見中学校から分離独立[3]。
  - 9月6日 - 木造校舎新築落成（普通教室12、特別教室2）
  - 9月10日 - 現在地で開校、授業開始、生徒数1 ・2年430名、職員15名、PTA発足。
- 1955年（昭和30年）10月4日 - ブロック校舎新築落成（普通教室2、管理室5、図書室）。
- 1956年（昭和31年）3月6日 - 校旗制定。
- 1960年（昭和35年）2月10日 - 校歌制定。
- 1977年（昭和52年）3月27日 - 改築新校舎完成（第1期工事普通教室9 特別教室3）[4]。
- 1981年（昭和56年）11月27日 - 改築新校舎完成（第1期工事普通教室6、特別教室5、校長室、職員室、放送室とスタジオ、その他）。

## 部活動
出典

### 運動部
- ソフトテニス部
- 野球部
- サッカー部
- 男子バレーボール部
- 女子バレーボール部
- 男子バスケットボール部
- 女子バスケットボール部
- 陸上競技部
- 卓球部
- ソフトボール部
- 剣道部

### 文化部
- 吹奏楽部
- 茶道部
- 美術部
- 家庭科部
- パソコン部

## 校区
- 川崎市立川崎小学校区の全域
- 川崎市立京町小学校区の一部

## 交通アクセス
- 東日本旅客鉄道（JR東日本）南武線・京浜急行電鉄京急本線 八丁畷駅より徒歩3分。